# Тохатян, Грант Арамович
Грант Ара́мович Тохатя́н (арм. Հրանտ Արամի Թոխատյան; род. 10 января 1958, Ереван, Армянская ССР, СССР) — советский, российский и армянский актёр, продюсер и деятель культуры. С 1995 года — директор ООО «Шарм Холдинг». Народный артист Республики Армения.

## Биография
Грант Тохатян родился 10 января 1958 года в Ереване. Отец Арам Тохатян — автомеханик 1-го класса и автогонщик, мать — Евгения Тохатян, инженер лесного хозяйства. Грант был единственным ребёнком в семье, его воспитанием преимущественно занималась мать.
Учился в школе № 109 Еревана, где были свои театр и вокально-инструментальный ансамбль. Класс был дружным, со многими одноклассниками актёр поддерживает дружеские отношения, встречаясь с ними каждый год в один из дней августа.
Интерес Гранта к театру проявился уже в школьные годы в виде его участия в команде КВН. Подростком он присутствовал на выступлениях Владимира Высоцкого, Юрия Галича[какой?], которые проходили в клубе Дома Физиков.
В студенческие годы увлечение КВН продолжилось. Ради игры поступил на физический факультет ЕГУ, но проучившись один семестр, перешёл в педагогический вуз.
10 октября 1976 года был приглашён в Мужской клуб. С этого клуба начинался Камерный театр, который стал родным для актёра на целых пятнадцать лет. С тех пор более сорока лет жизни он отдал служению театру.
В начале девяностых Грант Тохатян в содружестве с Рубеном Джагиняном и Кареном Казаряном принимал участие в создании компании «Шарм Холдинг», занимающейся разработкой и продюсированием теле- и радиопроектов, организацией концертов, презентаций и PR-акций. С 1995 года актёр занимает пост директора холдинга.

## Образование
В 1976—1981 годах учился в Ереванском государственном педагогическом университете русского и иностранных языков имени В. Я. Брюсова на факультете русского языка и литературы. После окончания университета работал преподавателем в Ошакане.

## Карьера
В 1991 году совместно с Рубеном Джагиняном и Кареном Казаряном основал компанию «Шарм», директором которой является и по сей день.
В настоящее время Грант Тохатян активно выступает в кино- и театральных представлениях, сотрудничая с армянскими, русскими и иностранными режиссёрами, продюсерами, театральными деятелями и кинокомпаниями. Тохатян активно вовлечён в различные проекты не только на родине, но и в России. Параллельно принимает участие в благотворительных и патриотических проектах, в том числе в широкомасштабной акция благотворительного фонда «Подари жизнь» (во главе с бывшей первой леди Республики Армения Ритой Саргсян), в ежегодном марафоне, организуемом со стороны Всеармянского фонда «Айастан», а также в строительстве дорог в селе Атерк Нагорного Карабаха по совместной инициативе с Айком Марутяном и Вазгеном Асатряном. Ранее Грант Тохатян являлся членом совета старейшин Еревана со стороны Республиканской партии Армении, активно участвовал в социальной жизни страны. Тохатян входит также в число участников кампании по защите и охране зданий и строений Еревана. Своей первостепенной задачей считает открытие детского театра.

## Семья
Тохатян — отец двоих сыновей (от прежних браков). В браке с актрисой Камерного театра Луизой Нерсисян родилась дочь — Лилит Грантовна Тохатян.
Живёт в Армении.

## Фильмография
| Год       |   | Русское название                             | Оригинальное название            | Роль                                                         |
| --------- | - | -------------------------------------------- | -------------------------------- | ------------------------------------------------------------ |
| 1996      | ф | Наш двор                                     | Оригинальное название неизвестно | Грант                                                        |
| 1997      | ф | Наш двор — 2                                 | Оригинальное название неизвестно | Грант                                                        |
| 2000      | ф | Пока я есть                                  | Оригинальное название неизвестно |                                                              |
| 2000      | с | Наш алфавит                                  | Оригинальное название неизвестно |                                                              |
| 2004      | ф | Моя большая армянская свадьба                | Оригинальное название неизвестно | Арам                                                         |
| 2005      | ф | Наш двор — 3                                 | Оригинальное название неизвестно | Грант                                                        |
| 2006      | ф | Большая история в маленьком городе           | Оригинальное название неизвестно | Грегор                                                       |
| 2009      | с | Наш алфавит                                  | Оригинальное название неизвестно |                                                              |
| 2009      | ф | Мой любимый город Ереван                     | Оригинальное название неизвестно |                                                              |
| 2012      | ф | Невероятные приключения американца в Армении | Lost and Found in Armenia        | Алексан                                                      |
| 2013      | с | Последний из Магикян                         | Оригинальное название неизвестно | Карен Магикян                                                |
| 2013      | ф | Дед 005                                      | Оригинальное название неизвестно | Роберт                                                       |
| 2015      | ф | Без границ                                   | Оригинальное название неизвестно | Армен                                                        |
| 2016      | ф | Всё о мужчинах                               | Оригинальное название неизвестно |                                                              |
| 2016      | ф | Землетрясение                                | Оригинальное название неизвестно | Участковый                                                   |
| 2017—2020 | с | Ивановы-Ивановы                              | Оригинальное название неизвестно | Гамлет Оганян                                                |
| 2019      | ф | Как я стал русским                           | Оригинальное название неизвестно | Рубен                                                        |
| 2019      | ф | Робо                                         | Оригинальное название неизвестно | дворник Грант                                                |
| 2020      | ф | Гудбай, Америка!                             | Оригинальное название неизвестно | Армен                                                        |
| 2021      | ф | Наш Двор. 25 лет спустя                      | Оригинальное название неизвестно | Грант                                                        |
| 2022      | ф | Бедные Абрамовичи                            | Оригинальное название неизвестно |                                                              |
| 2022      | с | Здравствуйте, вам пора!                      | Оригинальное название неизвестно | Арутюн                                                       |
| 2022      | с | Манюня. Новый сезон                          | Оригинальное название неизвестно | Гарегин Сергеевич, директор пионерлагеря «Колагир» (2 сезон) |
| 2023      | ф | Короче, план такой                           | Оригинальное название неизвестно | Арутюнян                                                     |
| 2023      | ф | На солнце, вдоль рядов кукурузы              | Оригинальное название неизвестно | Грант                                                        |
| 2023      | ф | Манюня: Новогодние приключения               | Оригинальное название неизвестно | Гарегин Сергеевич                                            |
| 2024      | ф | Как я встретил её маму                       | Оригинальное название неизвестно | Зурап/Брат близнец Зурапа                                    |

### Работа в России
- «Дед 005» (2013)
- «Последний из Магикян», СТС (2013—2015)
- «Без границ» (2015)
- «Страна чудес» (2016)
- «Землетрясение» (2016)
- «Все о мужчинах» (2016)
- «Налёт», Первый канал (2016)
- «Ивановы-Ивановы», СТС (2017 — наст. время)
- «Как я стал русским» (2019)
- «Гудбай, Америка!» (2020)
- «На солнце, вдоль рядов кукурузы» (2023)

## Театральные представления
- «Волк и восемь козлят, или ещё раз про козлов» (1977)
- «Назар, Назар до конца» (1977)[1]
- «Правительственный концерт» (1977)
- «Господа, всё рушится, но ещё можно жить и веселиться» (1978)
- «Хроника ереванских дней» (1980)
- «Хиросима» (1983)
- «Гамлет» (1983)
- «Айк» (1989)
- «Кабаре» (1990)
- «Хатабалада» (1996)
- «Mea Culpa — Моя вина» (2002)[2]
- «Опера, опера» (2008)[3]
- «Ржавый ключик».

## Награды
- Лауреат международного фестиваля молодёжи и студенчества (1985)
- Лауреат премии ВЛКСМ (1989)
- Второй приз Международного театрального фестиваля Le Theatre du Monde (1989)
- Грамота от президента Нагорного Карабаха
- Грамота от министра обороны Нагорного Карабаха
- Почётный диплом египетского фестиваля детских развлекательных фильмов (2002)
- Заслуженный артист Республики Армения (2006)
- Медаль «Андраник Озанян», вручённая Министерством обороны Республики Армения (2008)
- Медаль «Месроп Маштоц» (2009)
- Медаль «Вазген Саргсян», вручённая Министерством обороны Республики Армения (2010)
- Народный артист Республики Армения (2015)
- Благодарственная медаль от президента НКР Бако Саакяна за вклад в организацию мероприятий Всеармянского фонда «Айастан» (2015)
- Почётная грамота от специального отряда «5165 Амарас» (2016)